# Стільничка

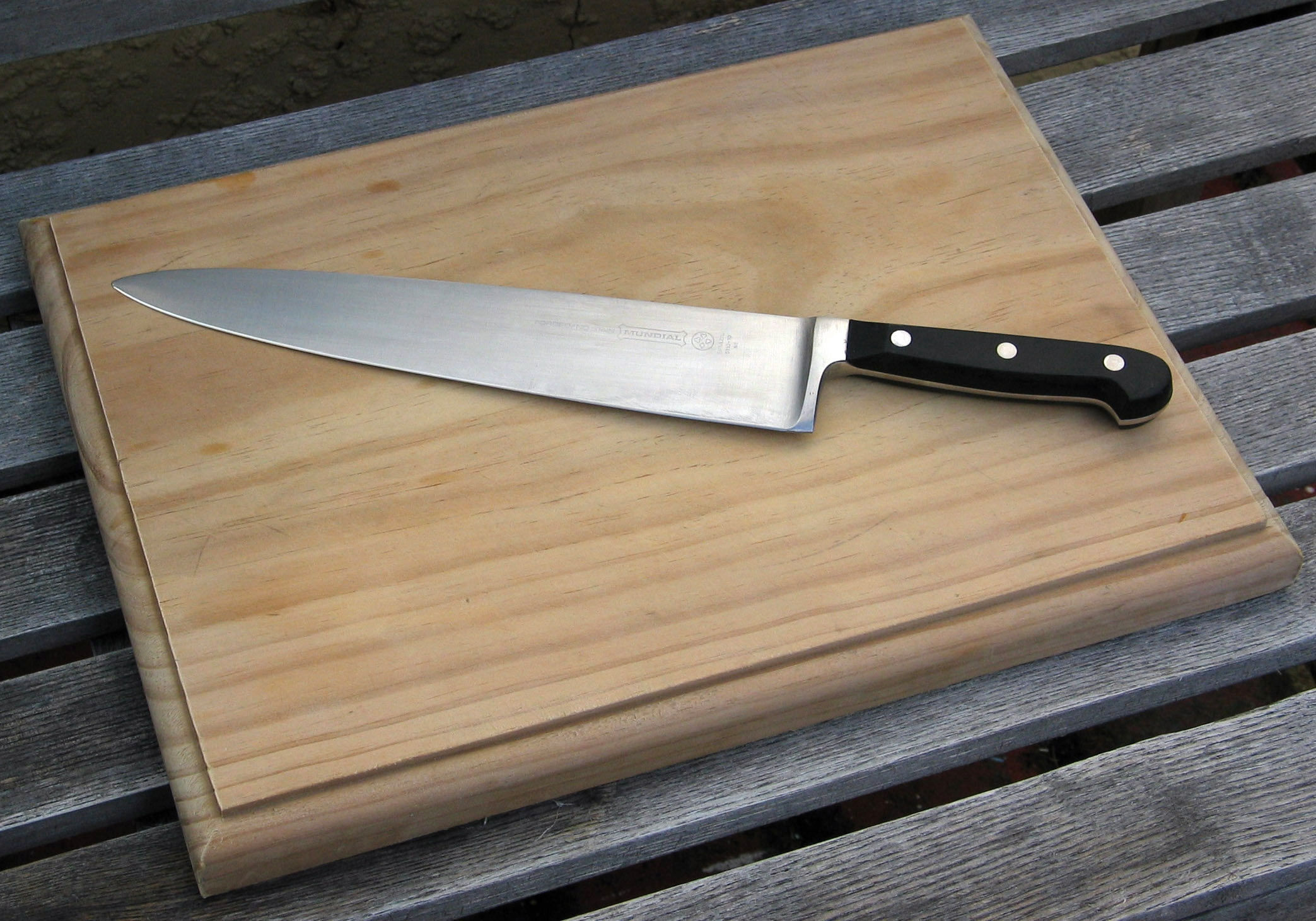
Дерев'яна стільничка і ніж шеф-кухаря

Стільни́чка, стільни́ця, розбира́льна дошка, кухонна дошка — складова кухонного начиння, дошка для різання хліба, овочів, розбирання м'яса, риби, місіння тіста. Виготовляється як з дерева, так з пластику, й рідше зі скла або порцеляни.
Дошка для січення м'яса також відома як сіка́рня.

## Стільничка на кухні
У хатньому господарстві обов'язково повинне бути кілька стільничок:
- Стільничка для хліба;
- Стільничка для сирого м'яса та риби;
- Стільничка для відварного м'яса та риби;
- Стільничка для овочів та фруктів.

Стільничку, на якій ріжуть сирі м'ясо та рибу, не можна використовувати для інших продуктів з огляду небезпеки зараження.

## Матеріал

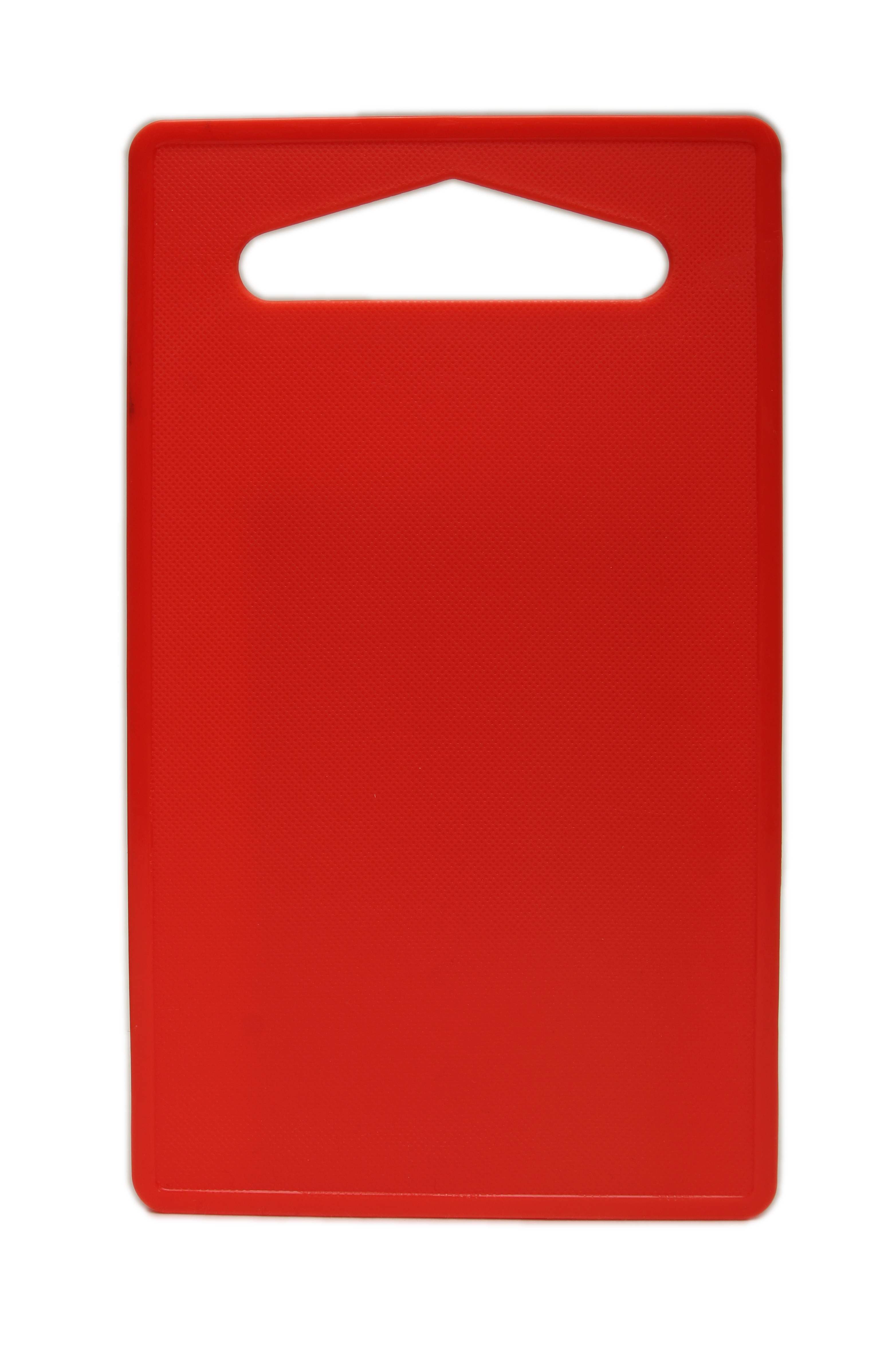
Пластикова стільничка

- Дерев'яні стільнички можуть бути зроблені з твердих порід дерева — дуба, бука, гевеї. Дешевші, але менш довговічні дошки з берези або сосни. Багато переваг мають стільнички, склеєні з планок бамбука, але їхня безпека залежить від складу клею: у ньому не повинен міститися отруйний формальдегід.
- Фанерні стільнички найдешевші, але вони найменш стійкі до гниття та розшарування.
- Пластикові стільнички виготовляють із силіконової пластмаси, вони дешевші від дерев'яних. Недоліки: сильно ковзають по столу; порівняно з дерев'яними менш гігієнічні, бо на їхній поверхні з часом утворюються мікротріщини, де розмножуються мікроорганізми. Існують багатошарові пластикові стільнички: коли верхній шар приходить у непридатність, його знімають.
- Порцелянові стільнички не вбирають вологу і не дряпаються. Недоліки — крихкі і сильно туплять ножі.
- Скляні стільнички зі загартованого скла досить міцні, але теж сильно псують леза. Підходять більш для роботи з в'язкими продуктами, де не потрібне різання. Для уникнення ковзання по столу їх можуть споряджати гумовими «ніжками».
- Кам'яні стільнички доволі екзотичні, але зручні для обробляння в'язких речовин.

## Декоративні стільнички
На деяких стільничках одну з поверхонь прикрашають розписом, різьбленням.

## Дивіться також
- Килимок для різання